# Св. св. Петър и Павел (Никопол)
Вижте пояснителната страница за други значения на Свети апостоли Петър и Павел.
„Св. св. Петър и Павел“ е средновековна църква в Никопол. Според Феликс Каниц е посветена на Христовите апостоли Петър и Павел. Местните хора я наричат „Манастирчето“.
Църквата е проучена за пръв път през 1871 г., от Феликс Каниц. Тогава в нея вече отдавна не се служело и тя се намирала в двора на една турска къща. Каниц чул предание, че някога била катедрален храм на никополските католици (павликяни). Той споменава две малки кули-звънарници над черковния притвор; една от тях се вижда и на направена от него акварелна рисунка. Когато Карел Шкорпил на свой ред изследва църквата през 1904 г., притворът ѝ е вече рухнал. През 1927 г. зданието е обявено за народна старина; сега то е паметник на културата от национално значение.
Сградата е с малки размери: 10 х 7 метра. Входът ѝ е откъм южната страна на притвора. Корабът (наосът) отвътре е кръстовиден, с една олтарна апсида. Високият купол се издига право над вътрешните ъгли на кръста. Тесният притвор по-рано е бил двуетажен. Отвън стените имат слепи арки с декоративна зидария от тухли и бял камък. Съдейки по стила на тази украса, храмът датира от XIV в. Това го прави едно от най-важните запазени произведения на средновековното българско строителство.
„За съжаление около църквата не са извършвани археологически разкопки. Едни бъдещи проучвания биха могли да изяснят дали [тя] е била част от манастирски комплекс.“
В своето „Описание на Северна България“ от 1659 г. Филип Станиславов разказва, че по негово време в Никопол нямало католическа черква, а православните храмове били четири. Той обаче не уточнява имената им.

## Изследвания
- Balş, G. Mănăstirea din Nicopoli. – Buletinul Comisiunii Monumentelor Istorice, VII, fasc. 28, 1914, 148-152
- Златев, Т. Българските градове по р. Дунав през епохата на Възраждането. С., 1962, 82-86
- Николова, Б. Православните църкви през Българското средновековие, IX-XIV в. С., 2002, 150
- Аспарухов, М. Археологически приноси към историята на средновековния Никопол. Враца, 1997, 59-68, 82-86